# Mali (prefekturhuvudort)
Mali är en prefekturhuvudort i Guinea.   Den ligger i prefekturen Mali Prefecture och regionen Labé Region, i den nordvästra delen av landet, 300 km nordost om huvudstaden Conakry. Mali ligger 1 440 meter över havet och antalet invånare är 5 479.
Terrängen runt Mali är kuperad söderut, men norrut är den bergig. Mali ligger uppe på en höjd. Runt Mali är det glesbefolkat, med 20 invånare per kvadratkilometer. Det finns inga andra samhällen i närheten. Omgivningarna runt Mali är huvudsakligen savann.